# 马太圣经
马太圣经，是约翰·罗杰斯于1537年以化名托马斯·马太出版的圣经。在丁道尔的圣经之后问世，早于日内瓦圣经。整个新约、摩西五经、约拿书、约书亚记、士师记、路得记、撒母耳上、撒母耳下、列王记上、列王记下、历代志上、历代志下，都是丁道尔的译作。旧约其他书卷和次经都是迈尔斯·科弗代尔的译作。玛拿西祷书是罗杰斯自己翻译的。罗杰斯1555年被处死，成为玛丽一世时期的第一位殉道者。